# Maison Svrzo
La maison Svrzo (en bosniaque : Svrzina kuća) est située en Bosnie-Herzégovine, sur le territoire de la ville de Sarajevo. Construite au XVIIe siècle et remaniée ultérieurement, elle est inscrite sur la liste des monuments nationaux de Bosnie-Herzégovine.
La maison est devenue une annexe du musée de Sarajevo.

## Localisation

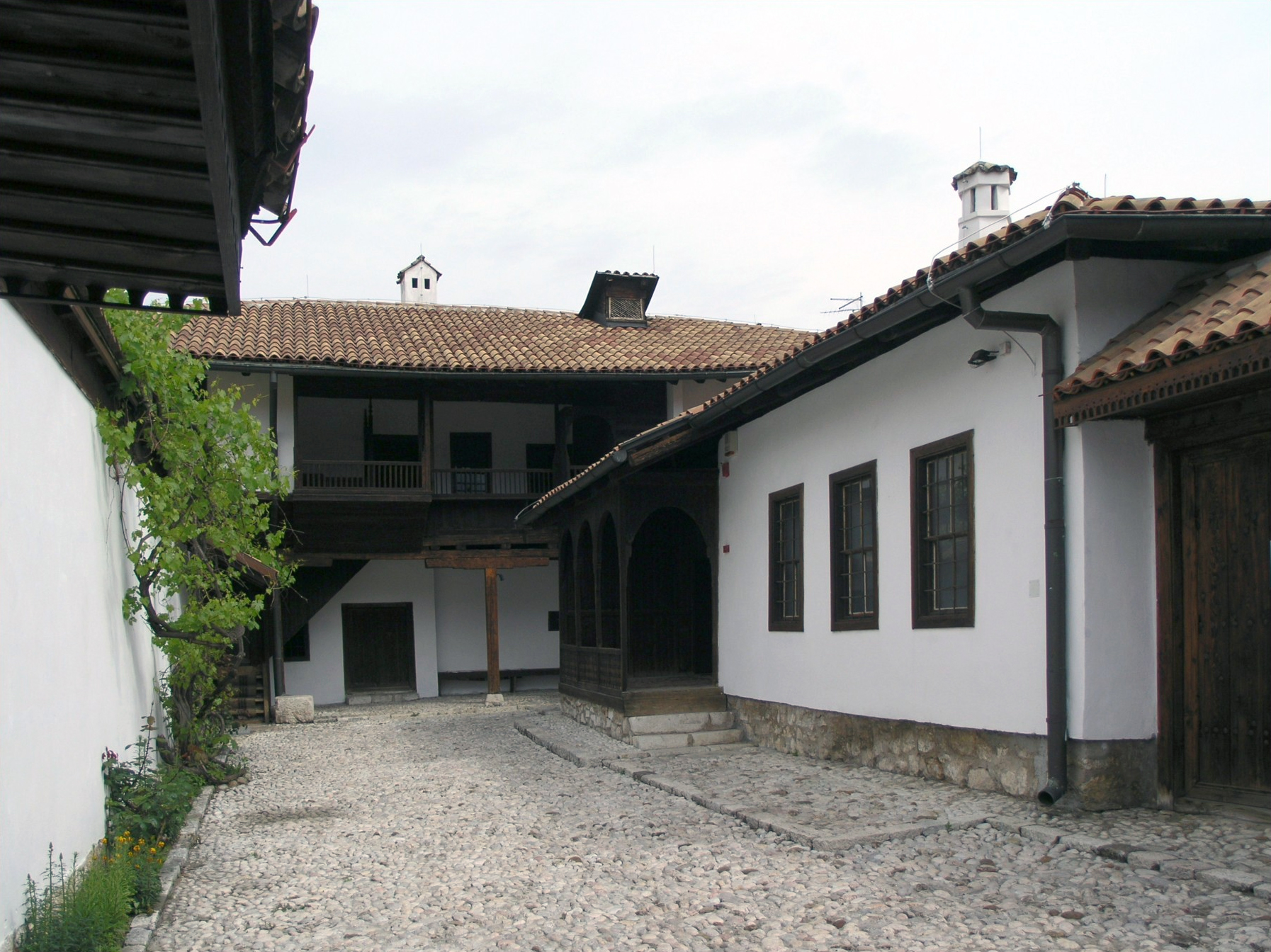
Cour intérieure

## Histoire

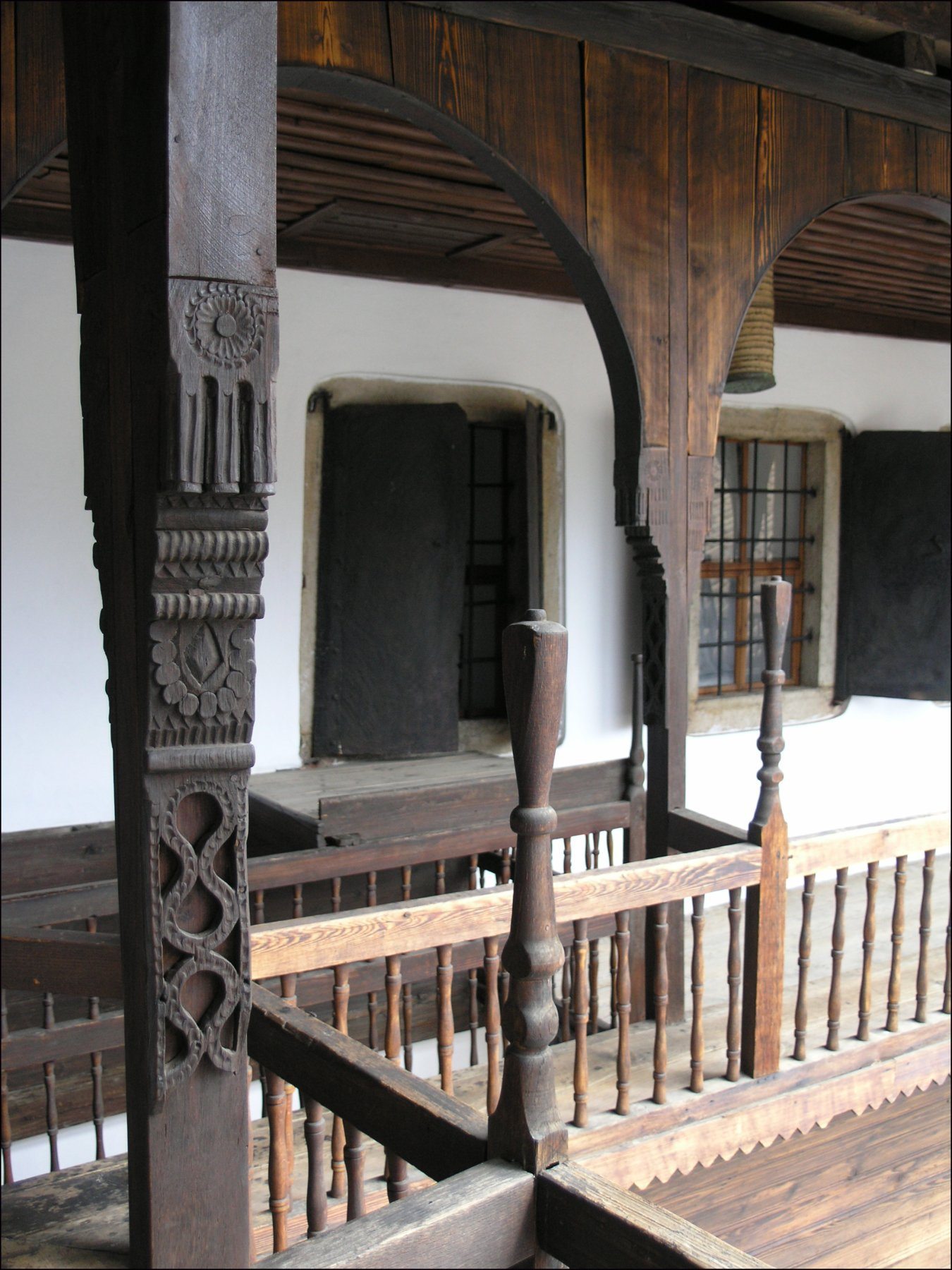
L'intérieur de la maison

## Architecture

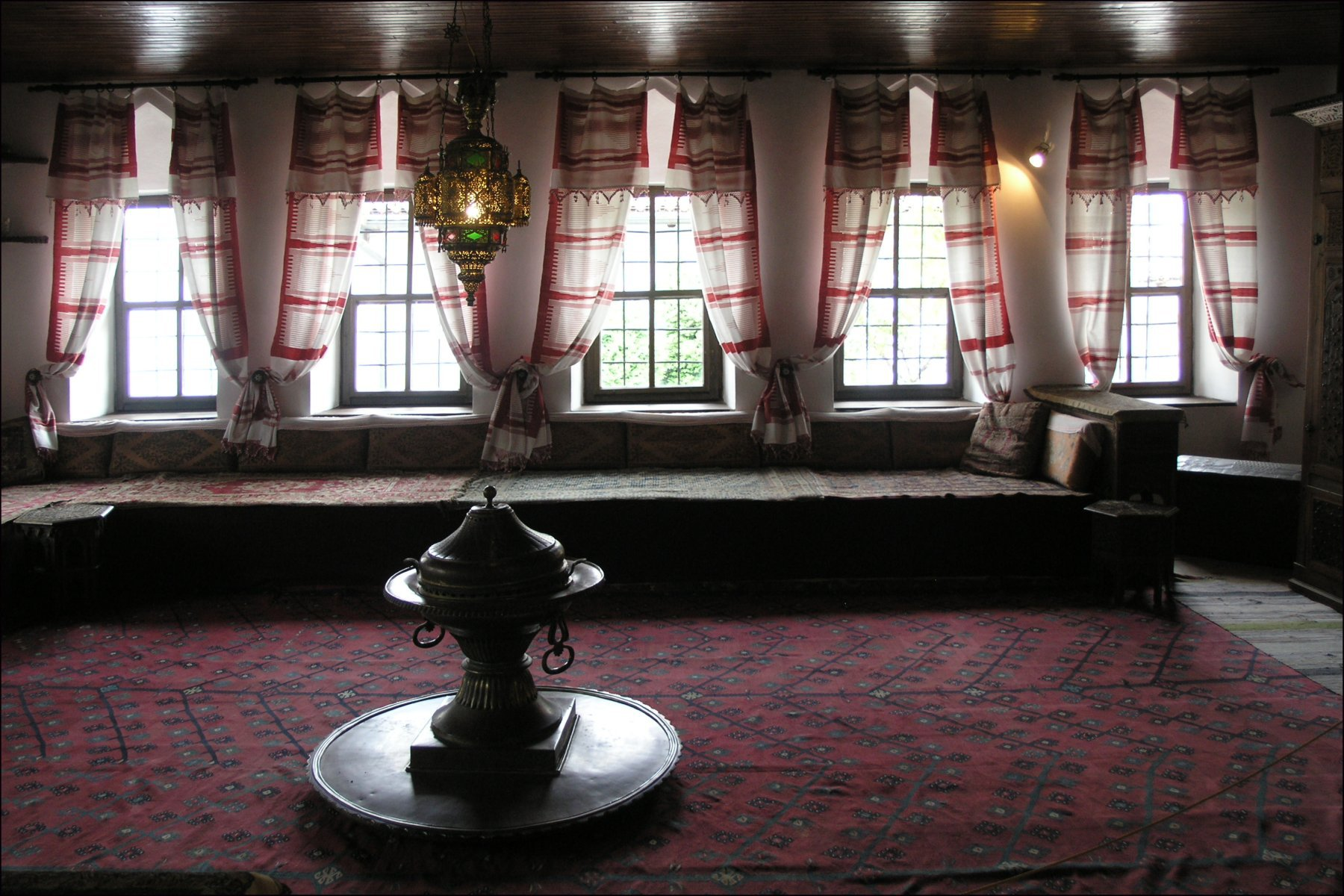
Une pièce à l'intérieur de la maison